# Bolboschoenus maritimus
Bolboschoenus maritimus es una especie de planta acuática que pertenece a la familia Cyperaceae. Esta especie ha sido recuperada en numerosos sitios arqueológicos del Levante y Anatolia asociados al Mesolítico / Epipaleolítico, donde, de acuerdo a investigadores, debía ser cocinada para darle uso como alimento. En el 2018 un grupo internacional de arqueólogos anunció haber hallado en  Shubayqa 1, en el noreste de Jordania, restos carbonizados de una masa hecha de espelta y bolboschoenus maritimus, que habría sido cocinada por cazadores recolectores natufios hace unos 14.400 años. El equipo anunció a partir de este hecho que se elaboraban alimentos similares al pan desde antes del surgimiento de la agricultura.

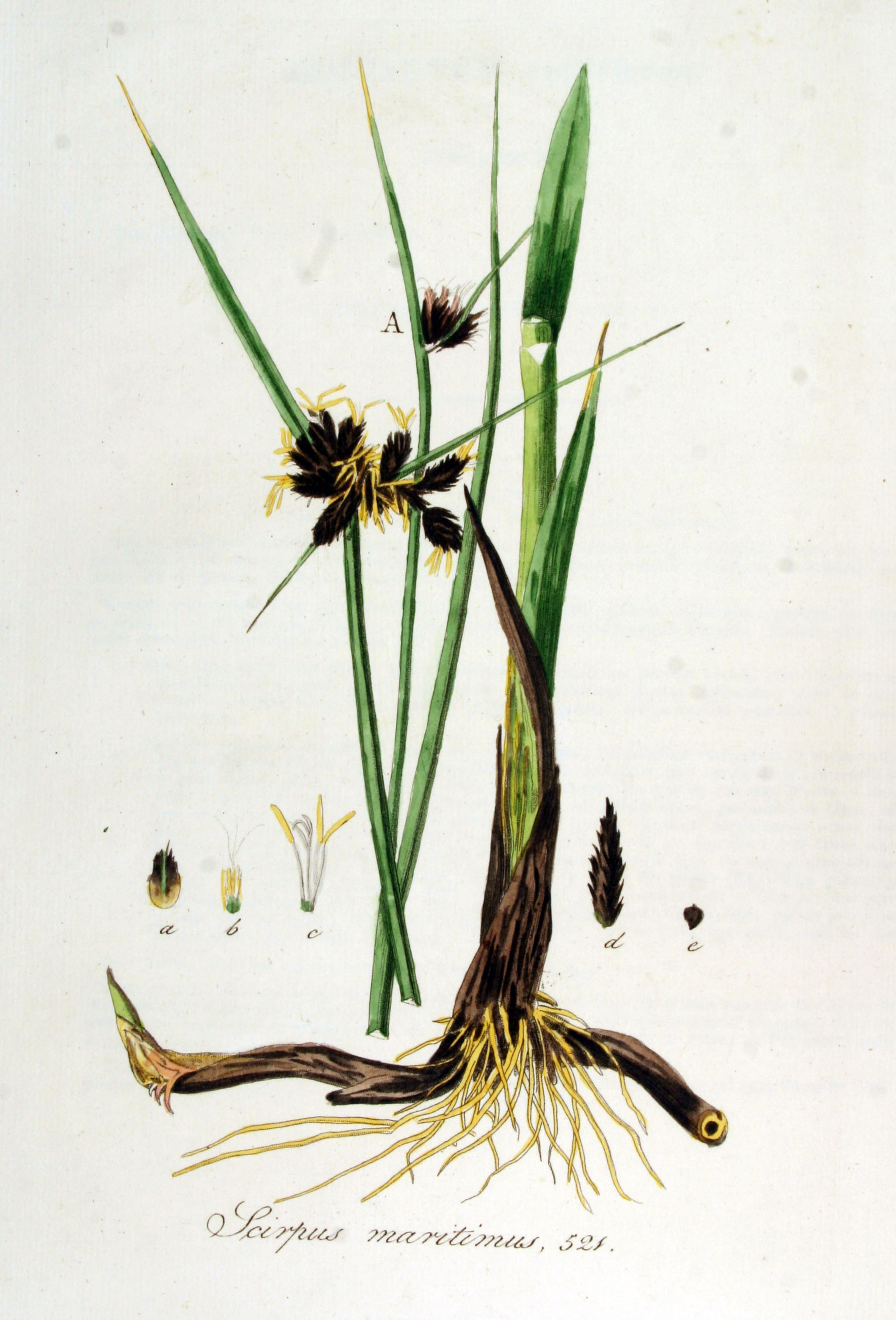
Ilustración

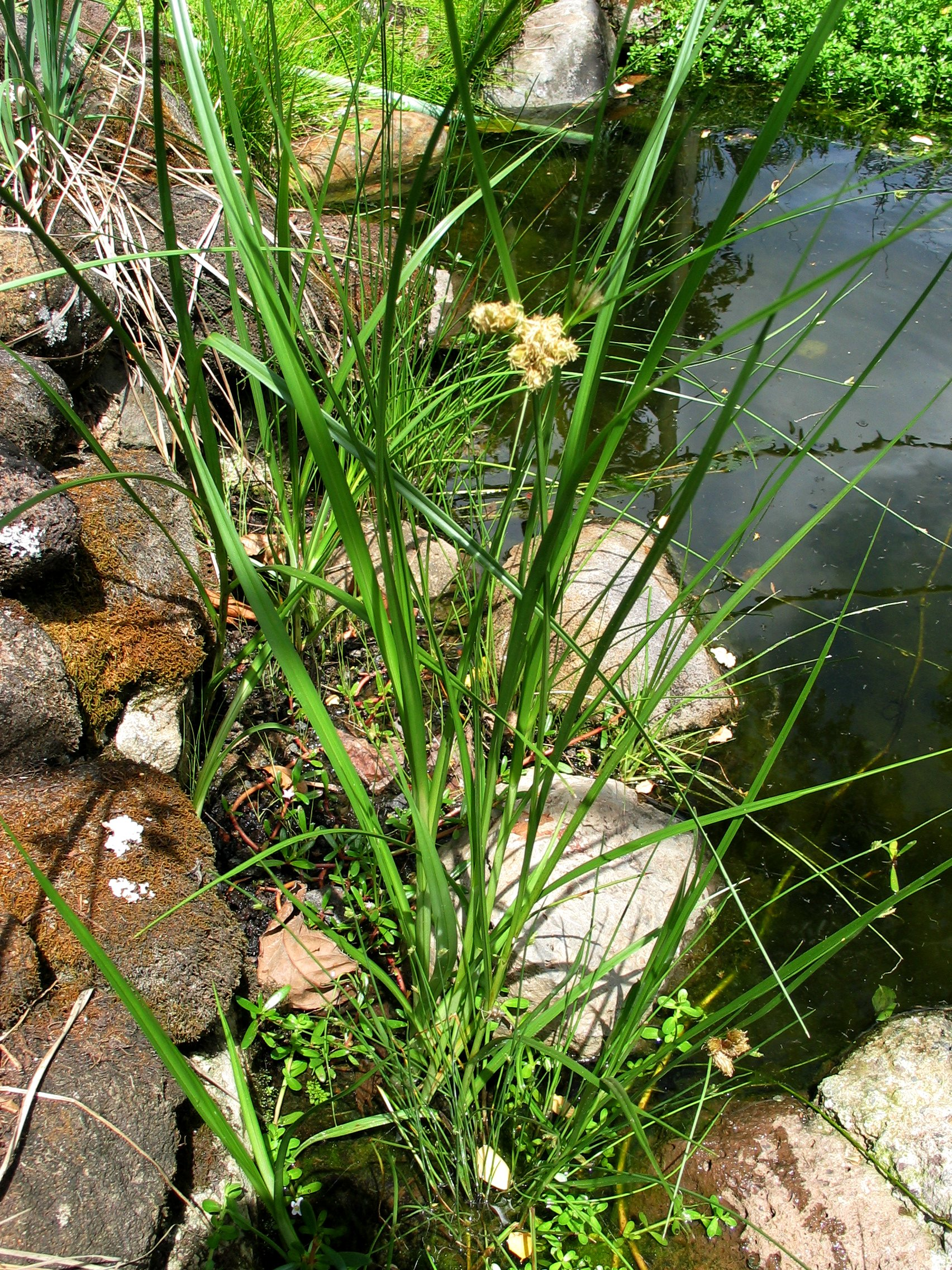
En su hábitat

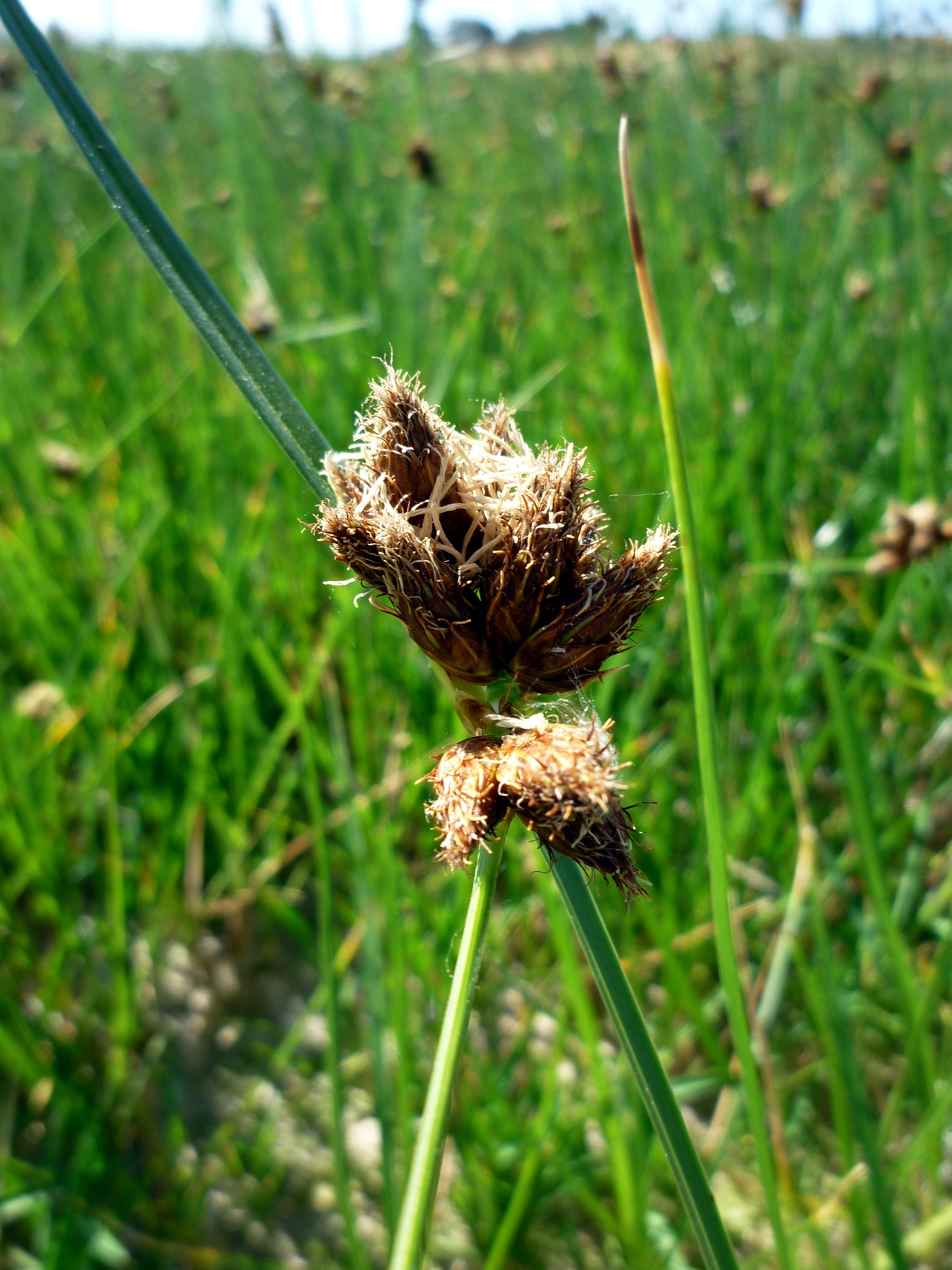
Detalle

## Descripción
Es una planta con rizomas hasta de 5 mm de diámetro. Tallos de 10-115 cm, de 1-7,5(11) mm de diámetro, agudamente trígonos, generalmente escábridos hacia el ápice, verdes o algo glaucos, con un cormo de 5-20(27) mm de diámetro. Hojas 2-7,5(9,5) mm de anchura, planas, aquilladas o plegadas, generalmente antrorso-escábridas en los bordes y en el nervio medio por el envés; ápice de la cara ventral de la vaina con un área triangular libre de nervios, de textura escariosa o herbácea, a veces teñida de obscuro, muy raramente los nervios no divergen y esta área no existe; vainas basales afilas que raramente se conservan. Inflorescencia formada por un fascículo de 1-10 espiguillas sésiles, o en antela, en la que, por lo general, la mayoría de las espiguillas son sésiles o casi; en este último caso, la inflorescencia está compuesta por 7-15(30) espiguillas, de las cuales 1-6(15) están dispuestas en 1-3(4) fascículos pedunculados, sobre radios de 10-35(47) mm, cada uno de los cuales porta 1-4 espiguillas; brácteas 1-2(3), planas o aquilladas, la inferior de 40-240(330) × 1-4(5,5) mm, erecta a patente; espiguillas 7-40(80) × 3-8,5(10) mm, de contorno ovado a ovado-lanceolado, más raramente oblongo o linear oblongo, con 12-46(60) flores. Glumas (4)4,5-8,5 × 2-4,4 mm, elípticas u ovadas, de ápice asimétricamente emarginado y mucronado, con la escotadura de 0,3-1,7(2,1) mm, ápice de los dientes agudos y mucrón de 1-2,8(3,2) mm, antrorso- escábrido, de 0,1-0,5 mm de anchura en la base; de textura generalmente escariosa, a veces con los márgenes antrorso-escábridos, excepcionalmente hialinos, de color pardo a pardo amarillento, más raramente pardo obscuro, con el nervio medio más claro. Anteras amarillas, apiculadas, con el mucrón antrorsoescábrido, a veces teñido de pardo-rojizo, al igual que el conectivo. Estilo con (2)3 estigmas. Aquenios 2,1-3,2(3,4) × (1)1,5-2,6 mm, de contorno obovado, con menor frecuencia suborbicular u obpiriforme, plano-convexos, más raramente obtusamente trígonos o biconvexos, a veces con la cara adaxial algo cóncava, pardos o de color pardo obscuro en estado maduro, amarillentos cuando jóvenes, lisos, brillantes; exocarpo formado por células de longitud al menos 2 veces mayor que la anchura, de grosor 2-3 veces mayor que el mesocarpo, más raramente subigual, a veces variable dentro del mismo aquenio; cerdas periánticas 4-6, retrorso-escábridas, pardas, rojizas o amarillentas, menores o iguales que el aquenio, más raramente algo mayores, que se desprenden al caer el aquenio de la espiguilla, aunque en algunas ocasiones pueden permanecer 1-3(4).

## Distribución y hábitat
Se encuentra en las orillas de ríos, humedales, frecuentemente en aguas salinas o subsalinas; a una altitud de 0-1400 metros en América, África, Hawái y Eurasia hasta la India, posiblemente también en Malasia. Dispersa por toda la península ibérica y Baleares.

## Taxonomía
Bolboschoenus maritimus fue descrita por (Linneo) Palla y publicado en Synopsis der Deutschen und Schweizer Flora 3: 2531. 1905.
Etimología
Bolboschoenus: nombre genérico que deriva de las palabras griegas: bólbos = "bulbo, cebolla" y Schoenus = "un género relacionado".
maritimus: epíteto latíno que significa "marítimo, cercano del mar".
Sinonimia
- Reigera maritima (L.) Opiz
- Schoenoplectus maritimus (L.) Lye
- Scirpus maritimus L.[7]

## Nombres comunes
- Castellano: bayunco, broza, castañuela, cirpo marino, cirpo marítimo, juncia, juncia borde, juncia marina, junco, junzón, paja.[8]